# Antonio Biosca
Antonio Biosca Pérez (Almería, 8 de diciembre de 1949), es un exfutbolista internacional español que desempeñó su carrera principalmente en el Real Betis Balompié. Participó en el campeonato mundial de Argentina de 1978.

## Trayectoria
Nació en Almería y allí inició su carrera deportiva en equipos como el Baleares, el San Quintín o el Plus Ultra. Profesionalmente debutó en 1968, con  el Calvo Sotelo de Puertollano, en el que jugó tres temporadas, en segunda división. 
En 1971, fichó por el Real Betis Balompié, donde permaneció 12 temporadas. Su debut en primera división se produjo el 30 de enero de 1972, en el estadio de Balaidos, frente al Celta. En el Betis jugó inicialmente en posiciones de defensa izquierdo e incluso en el medio campo, pero a partir de 1974 fue ubicado definitivamente como defensa central, puesto en el que más destacó y que ya ocuparía hasta el final de su carrera. 
Disputó 284 encuentros de liga, en los que consiguió 18 goles. Formó parte del equipo del Real Betis que se proclamó campeón de la Copa del Rey en 1977. Tuvo protagonismo en las semifinales contra el Español en la que marcó dos goles y también participó en la tanda de penales de la final contra el Athletic de Bilbao, en la que convirtió el cuarto lanzamiento .
En agosto de 1982, recibió el homenaje de la afición bética, en el partido que disputó el Betis contra Vojvodina de Yugoslavia. Todavía permaneció esa temporada en el equipo, en que ya jugó muy pocos minutos, lastrado también por algunas lesiones. Su último partido de la liga fue frente al Real Madrid el 6 de marzo de 1983, en el estadio Benito Villamarín. En junio de 1983, abandonó el Real Betis y la práctica profesional del fútbol.

## Selección nacional
Fue tres veces internacional con la selección española de fútbol, representando a España en el Mundial de Argentina 1978. Debutó el 26 de abril de 1978 en un España 2 - México 0 disputado en la ciudad de Granada. Durante la fase final, jugó dos partidos: uno contra Brasil, con un resultado final de 0-0, jugado en Mar del Plata el 7 de julio de ese mismo año, y el que terminó su carrera internacional: el España 1 - Suecia 0 jugado en Buenos Aires el 11 de julio.
Estableció su residencia en la ciudad de Sevilla donde vive con su familia, apartado ya de la práctica futbolística.